# Förtschendorf

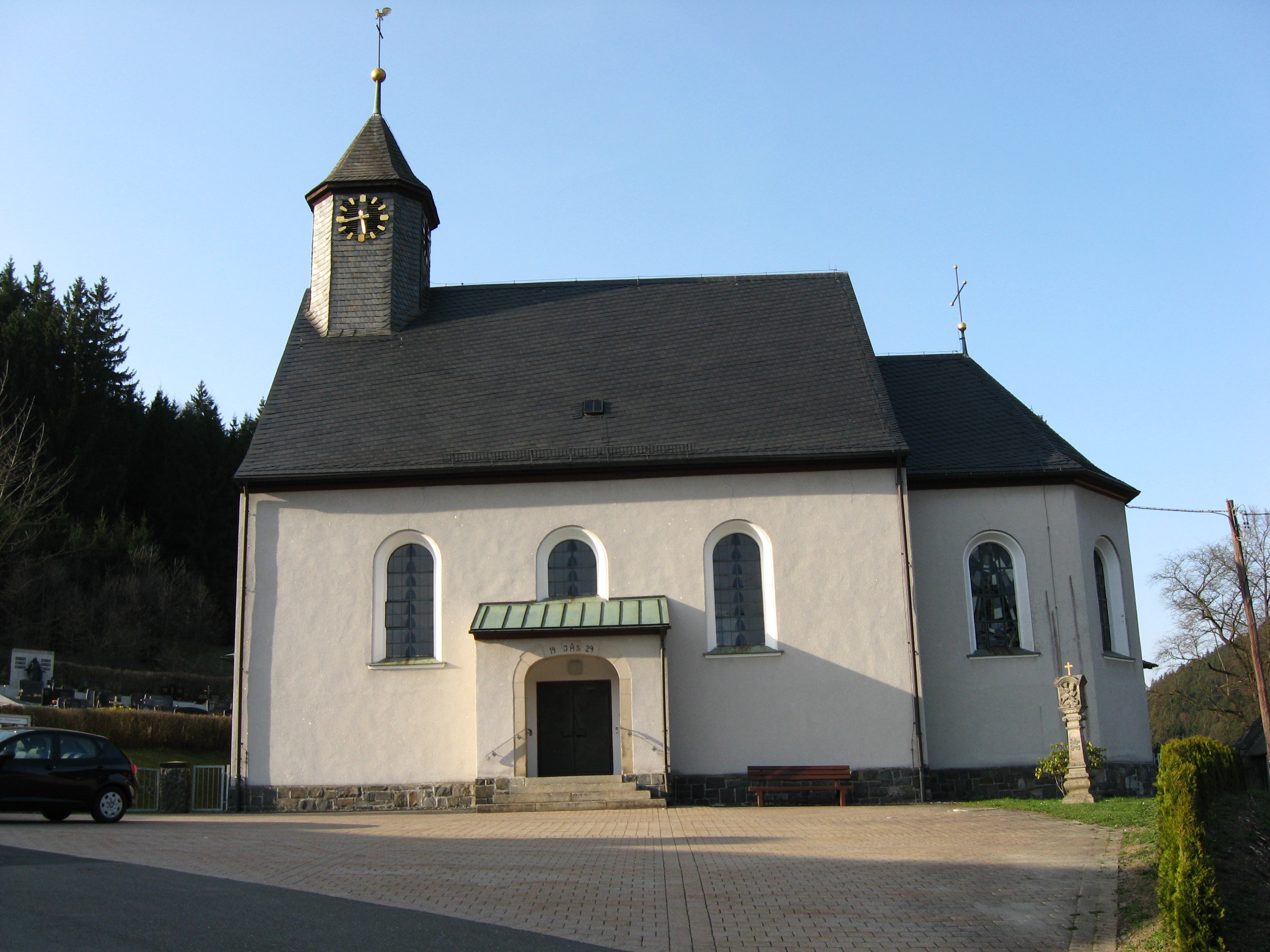
Mariä Himmelfahrt

Förtschendorf ist ein Gemeindeteil des Marktes Pressig im oberfränkischen Landkreis Kronach in Bayern.

## Geographie
Das Kirchdorf liegt im Frankenwald im Tal der Haßlach, eines rechten Nebenflusses der Rodach. Die Bundesstraße 85 führt nach Rothenkirchen (3,7 km südwestlich) bzw. nach Steinbach am Wald (5 km nördlich). Die Staatsstraße 2198 führt nach Teuschnitz (2,4 km nordöstlich).

## Geschichte
Förtschendorf wurde erstmals 1248 urkundlich erwähnt.
Von 1558 bis 1997 bestand die Brauerei Leiner-Bräu. Es war die erste Exportbierbrauerei Frankens.
Gegen Ende des 18. Jahrhunderts gab es in Förtschendorf 25 Anwesen (9 Güter, 3 Dreiviertelgüter, 1 Zweidrittelgut, 2 halbe Güter, 3 Viertelgüter, 4 Tropfhäuser, 2 Häuser, 1 Mahlmühle). Das Hochgericht übte das bambergische Centamt Teuschnitz aus. Die Dorf- und Gemeindeherrschaft sowie die Grundherrschaft hatte das Kastenamt Teuschnitz. Neben den Anwesen gab es 1 Gemeindeschmiede und 3 Viertelgüter, die zu dieser Zeit unbewohnt waren.
Infolge der Säkularisation kam der Ort 1803 zu Bayern. Mit dem Gemeindeedikt wurde Förtschendorf dem 1808 gebildeten Steuerdistrikt Hirschfeld zugewiesen. Mit dem Zweiten Gemeindeedikt (1818) entstand die Ruralgemeinde Förtschendorf. Sie war in Verwaltung und Gerichtsbarkeit dem Landgericht Teuschnitz zugeordnet und in der Finanzverwaltung dem Rentamt Rothenkirchen (1919 in Finanzamt Rothenkirchen umbenannt). 1837 wurde Förtschendorf dem Landgericht Ludwigsstadt zugeordnet. Von 1862 bis 1880 und von 1888 bis 1931 gehörte Förtschendorf zum Bezirksamt Teuschnitz, von 1880 bis 1888 und ab 1931 zum Bezirksamt Kronach (1939 in Landkreis Kronach umbenannt). Die Gerichtsbarkeit blieb beim Landgericht Ludwigsstadt (1879 in Amtsgericht Ludwigsstadt umbenannt, das 1956 zu einer Zweigstelle des Amtsgerichts Kronach wurde). Die Finanzverwaltung übernahm 1929 das Finanzamt Kronach. Die Gemeinde hatte eine Fläche von 5,251 km².
1885 bekam Förtschendorf über die Frankenwaldbahn einen Anschluss an das deutsche Eisenbahnnetz.
Am 1. Mai 1978 wurde Förtschendorf im Zuge der Gebietsreform in Bayern in Pressig eingegliedert.
Im Steinbruch des Förtschendorfer Hartsteinwerks, in dem bis 2007 Grauwacke abgebaut wurde, kam es am 21. März 1963 zu einem Felsböschungsbruch. Dabei löste sich eine Felswand mit etwa 90.000 Kubikmeter Gestein. Sieben Arbeiter verloren ihr Leben.

### Baudenkmäler
- Bamberger Str. 9, 11, 13: ehemalige Brauerei, bestehend aus Villa, Ökonomiegebäude und Wohnhaus mit Gaststätte
- Flößerweg 8: Hausfigur
- Saalfelder Straße 6 und Schützengrund 4: ehemalige Wohnstallhäuser
- Zwei Kruzifixe
- Wegkreuz
- Bildstock

- Haus Nr. 8: eingeschossiger, ehemaliger Wohnstallbau mit Satteldach, 18. Jahrhundert; verschieferter Blockbau, an der Straßenseite befinden sich Reste dekorativer Bemalung, auf der Hofseite profilierte Balkenköpfe; der Stallteil wurde verändert.[11] Das Haus listete Tilmann Breuer in dem Buch Landkreis Kronach von 1964 mit seiner ursprünglichen Hausnummer als Kunstdenkmal auf. Es wird in der Denkmalschutzliste nicht geführt, da es entweder nicht aufgenommen, abgebrochen oder stark verändert wurde.

### Einwohnerentwicklung
| Jahr | Einwohner | Häuser | Quelle |
| ---- | --------- | ------ | ------ |
| 1818 | 124       | 25     | [ 7 ]  |
| 1840 | 206       |        | [ 12 ] |
| 1852 | 253       |        | [ 12 ] |
| 1855 | 245       |        | [ 12 ] |
| 1861 | 247       |        | [ 13 ] |
| 1867 | 258       |        | [ 14 ] |
| 1871 | 287       | 42     | [ 15 ] |
| 1875 | 313       |        | [ 16 ] |
| 1880 | 304       |        | [ 17 ] |
| 1885 | 340       | 47     | [ 18 ] |
| 1890 | 311       | 52     | [ 19 ] |
| 1895 | 332       |        | [ 12 ] |
| 1900 | 350       | 58     | [ 20 ] |

| Jahr | Einwohner | Häuser | Quelle |
| ---- | --------- | ------ | ------ |
| 1905 | 394       |        | [ 12 ] |
| 1910 | 438       |        | [ 21 ] |
| 1919 | 426       |        | [ 12 ] |
| 1925 | 468       | 68     | [ 22 ] |
| 1933 | 504       |        | [ 23 ] |
| 1939 | 505       |        | [ 23 ] |
| 1946 | 640       |        | [ 23 ] |
| 1950 | 671       | 81     | [ 24 ] |
| 1952 | 621       |        | [ 23 ] |
| 1961 | 563       | 94     | [ 1 ]  |
| 1970 | 566       |        | [ 25 ] |
| 1987 | 479       | 134    | [ 26 ] |
| 2018 | 332       |        | [ 27 ] |

### Wappen
Blasonierung: In Blau schräg gekreuzt ein goldener Zweispitzpickel und ein goldener Schöpfkübel, belegt mit einer gesenkten silbernen heraldischen Lilie.

## Religion
Der Ort ist römisch-katholisch geprägt und nach St. Bartholomäus (Rothenkirchen) gepfarrt. Die katholische Filialkirche Mariä Himmelfahrt in Förtschendorf ist der Pfarrei in Rothenkirchen zugeordnet. Der Bau begann 1927, am 15. September 1929 wurde die Kirche durch den Bamberger Erzbischof Johann Jakob von Hauck geweiht.

## Öffentlicher Verkehr
Förtschendorf hat einen Bahnhof an der Frankenwaldbahn, der stündlich von Regionalbahnen in Richtung Kronach und Saalfeld bedient wird.

## Sonstiges
Seit 2014 trägt ein Zug des Franken-Thüringen-Express den Namen Förtschendorf, nachdem der Ort bei einer Internetabstimmung im Verhältnis zu seiner Einwohnerzahl die zweitmeisten Stimmen erhalten hatte.